# Ponte Počtamtskij
Il Ponte Počtamtskij (in russo  Почтамтский мост?, traducibile come Ponte dell'Ufficio postale) è un ponte pedonale sospeso che attraversa il fiume Mojka a San Pietroburgo. Prende il nome dal vicino palazzo delle poste centrali di San Pietroburgo. Non lontano si trova il palazzo della famiglia Jusupov dove nel 1916 fu assassinato Grigorij Rasputin.

## Storia

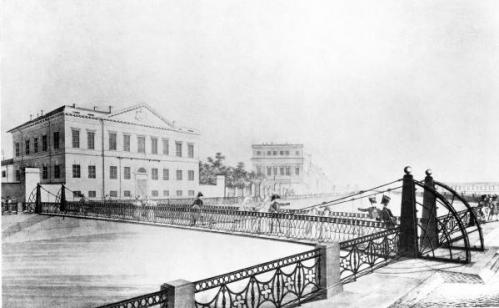
Litografia degli anni 1820 raffigurante il ponte

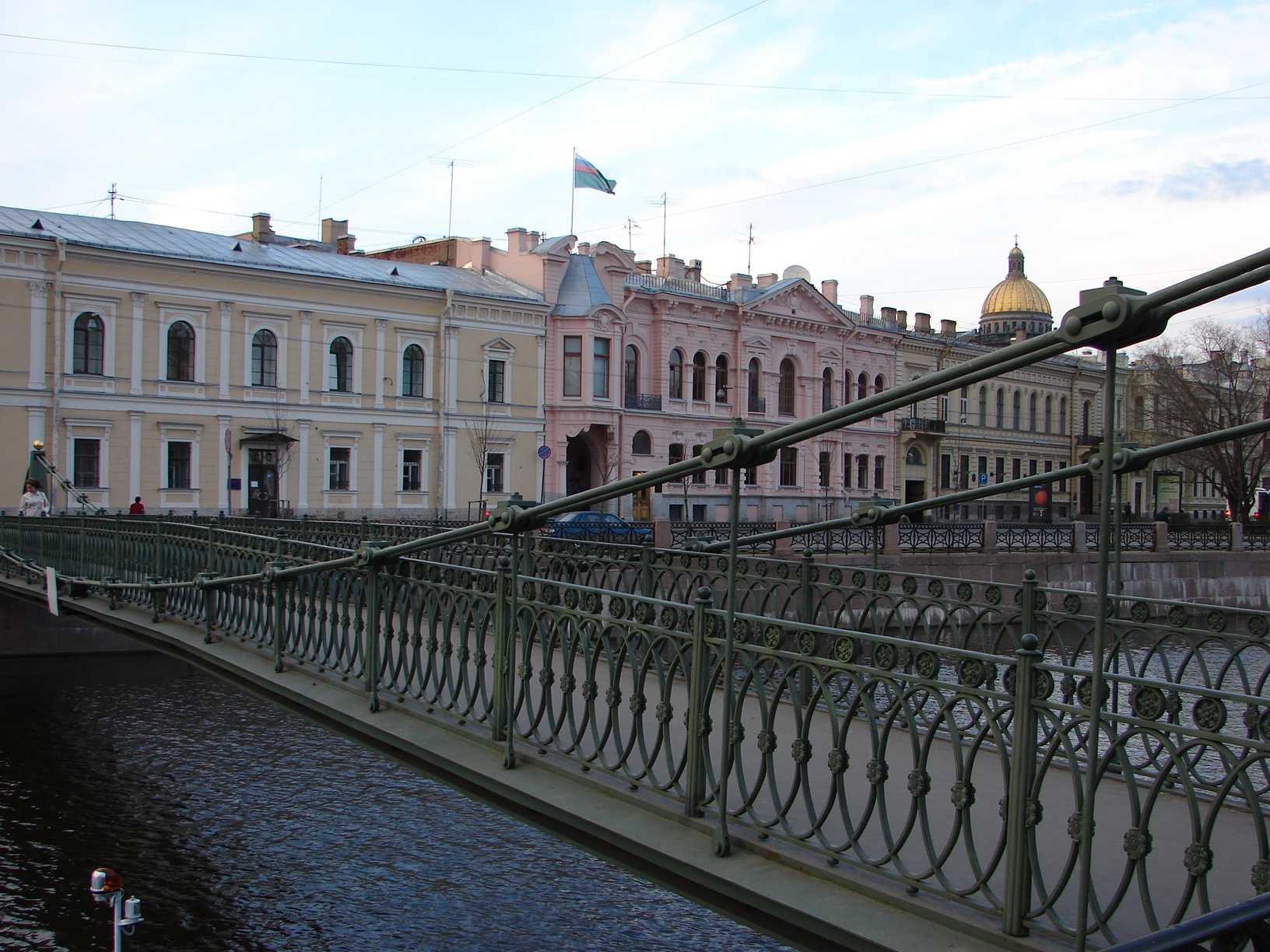
Dettaglio di una delle catene del ponte

In questa posizione esisteva già alla fine del XVIII secolo un ponte a quattro campate in legno, che poggiava su supporti intermedi costruiti all'interno del canale. Col tempo la struttura divenne obsoleta e negli anni venti del XIX secolo si decise di sostituirla con un nuovo ponte senza supporti intermedi.
La costruzione del nuovo ponte iniziò nel settembre 1823 su progetto della coppia di ingegneri Wilhelm von Traitteur (conosciuto anche come Vasily Karlovich Traitteur o Tretter) e Vasily Andreevich Khristianovich, che negli anni successivi avrebbero progettato anche diversi altri ponti sui canali Fontanka, Mojka e Griboedov, Gli abitanti del quartiere iniziarono ad utilizzare il ponte per attraversare il canale il 4 agosto 1824, prima che la struttura fosse inaugurata e quando dovevano ancora essere installate le ringhiere e altri dettagli. Il nome di Ponte Počtamtskij gli venne però dato solo nel 1851 e nei primi tempi era conosciuto come piccolo ponte a catena, ponte pedonale a catena o ponte della lavanderia (dal vicino vicolo della lavanderia)
Già pochi decenni dopo il suo completamento il ponte iniziò a dare segni di instabilità. Tra il 1901 e il 1902 le elaborate ringhiere in ghisa furono sostituite con una più semplice e leggera ringhiera in stile Art Nouveau ma nel 1905, dal momento che le deformazioni continuavano e temendo un crollo come appena accaduto per il Ponte egiziano, furono installati due supporti in legno al di sotto dell'impalcato. La struttura si trasformò quindi in un ponte poggiato su pilastri e non più sospeso e la catene assunsero un ruolo solamente decorativo.
Nel 1956 fu forgiata e installata una nuova ringhiera in ghisa che ricalcava il disegno della struttura originale e nel 1968 fu ripristinata la doratura nella palle in cima agli obelischi alle estremità del ponte.
Tra il 1981 e il 1983, su progetto degli ingegneri B.E. Dvorkin, R.R. Shipov, si è deciso di ripristinare l'originale funzionamento di ponte sospeso della struttura: è stata realizzata una nuova struttura in metallo come impalcato e sono quindi stati rimossi i supporti intermedi in legno. Infine tra il 2002 e il 2003 il ponte è stato sottoposto ad un ulteriore restauro, durante il quale sono anche state sostituite le catene con altre più spesse.

## Descrizione

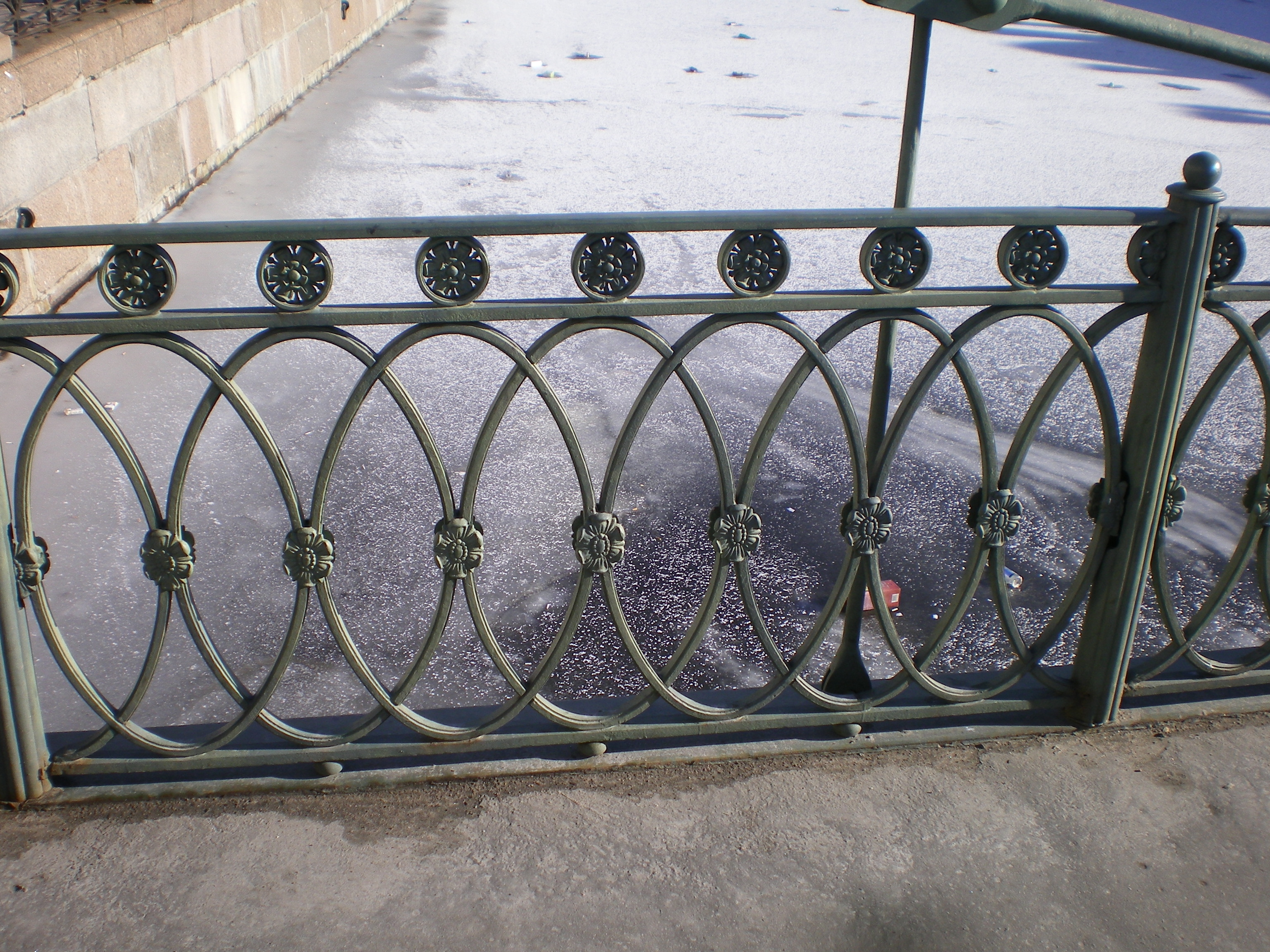
Dettaglio delle ringhiere del ponte

Il Ponte Počtamtskij è un ponte sospeso pedonale a campata unica nel quale l'impalcato è sorretto da due catene collegate a quattro obelischi in ferro battuto situati alle sue estremità, irrigiditi da una struttura a forma di ventaglio posta alle loro spalle. Insieme al Ponte dei Leoni e al Ponte della Banca, opera degli stessi progettisti, è uno dei tre ponti a catena ancora esistenti a San Pietroburgo. La struttura è lunga complessivamente 41.9 metri e larga 2.1

In cima agli obelischi si trovano delle sfere in ferro battuto dorate mentre ai lati dell'impalcato vi è una ringhiera in ghisa che riproduce un motivo a ovali che si intersecano, nei punti di incontro dei quali si trovano delle rosette in bronzo. La ringhiera è ancorata all'impalcato ma non è collegata agli obelischi, permettendo al ponte una maggior libertà di movimento.